# Code Vuurstorm
Code Vuurstorm is een thriller van auteur Nelson DeMille uit 2007 met als protagonist rechercheur John Corey.

## Het verhaal
De Custer Hill Club, een vereniging van een groep machtige en invloedrije zakenlieden, militairen en regeringsambtenaren probeert een Derde Wereldoorlog te ontketenen door het protocol Vuurstorm in werking te laten treden. Dit protocol is gebaseerd op het militaire principe van Mutual assured destruction, wat betekent dat als één land een nucleaire aanval uitvoert, het onder vuur liggende land terugslaat met een nucleaire tegenaanval, wat resulteert in de vernietiging van beide landen.
De club wil op twee strategische plaatsen in Amerika een kofferbom laten ontploffen die met behulp van een ELF-zender op afstand tot ontploffing zijn te brengen. Beide aanslagen moeten eruit komen te zien als terroristische aanslagen gepleegd door islamitische terroristen, waardoor de Verenigde Staten gedwongen worden de islamitische landen in het Midden-Oosten aan te vallen.
John Corey gaat op onderzoek uit naar de achtergronden van de Custer Hill Club en zijn leden, en trekt hiervoor naar het Adirondackgebergte.

## Personages
- John Corey, rechercheur bij de Anti-Terrorist Task Force
- Kate Mayfield, FBI-agent en vrouw van John Corey
- Bain Madox, voorzitter van de Custer Hill Club
- Ted Nash, aartsrivaal van John Corey